# Sékou Amadou Camara
Sékou Amadou Camara (Kamsar, 23 settembre 1997) è un calciatore guineano, attaccante del Maysan.